# Oksen (film)
Oksen er en svensk dramafilm fra 1991 instrueret af Sven Nykvist. Den er baseret på en roman af Siv Cedering. I hovedrollerne ses blandt andre Stellan Skarsgård, Ewa Fröling og Erland Josephson.
Filmen blev i 1992 nomineret til en Oscar for bedste fremmedsprogede film.

## Handling
Handlingen foregår i Småland i midten af 1800-tallet. En landmand slagter en okse for at skaffe mad til sin familie. Ingen har mistanke til ham, men da kødet slipper op, bliver han tvunget til at sælge skindet. På et marked Vimmerby bliver han genkendt af den lokale præst og overtalt af ham til at tilstå, i håb om at straffen vil være mild. Det bliver det ikke.

## Medvirkende (i udvalg)
- Stellan Skarsgård som Helge Roos
- Ewa Fröling som Elfrida
- Lennart Hjulström som Svenning Gustavsson
- Max von Sydow som pastor
- Björn Granath som Flyckt
- Erland Josephson som Silver
- Rikard Wolff som Johannes
- Agneta Prytz som gammel dame